# Список объектов всемирного наследия ЮНЕСКО во Вьетнаме
В списке объектов всемирного наследия ЮНЕСКО во Вьетнаме значатся 8 наименований (на 2014 год), это составляет 0,6 % от общего числа (1248 на 2025 год).
5 объектов включены в список по культурным критериям, 2 объекта — по природным, 1 объект — по смешанным. Бухта Халонг и ландшафтный комплекс Чанган признаны природными феноменами или пространствами исключительной природной красоты и эстетической важности (критерий vii).
Кроме этого, по состоянию на 2014 год, 7 объектов на территории Вьетнама находятся в числе кандидатов на включение в список всемирного наследия, из них 1 — по культурным критериям, 3 — по природным и 3 — по смешанным.
Вьетнам ратифицировал Конвенцию об охране всемирного культурного и природного наследия 19 октября 1987 года. Первый объект на территории Вьетнама был занесён в список в 1993 году на 17-й сессии Комитета всемирного наследия ЮНЕСКО.

## Список объектов
В данной таблице объекты расположены в порядке их добавления в список всемирного наследия ЮНЕСКО. Если объекты добавлены одновременно, то есть на одной сессии Комитета всемирного наследия ЮНЕСКО, то объекты располагаются по номерам.
| # | Изображение | Название                                                                                     | Местоположение                      | Время создания | Год внесения в список  | №    | Критерии     |
| - | ----------- | -------------------------------------------------------------------------------------------- | ----------------------------------- | -------------- | ---------------------- | ---- | ------------ |
| 1 |             | Комплекс памятников Хюэ (вьет. Quần thể di tích Cố đô Huế)                                   | Город: Хюэ Провинция: Тхыатхьен-Хюэ | XIX век        | 1993                   | 678  | iv           |
| 2 |             | Бухта Халонг (вьет. Vịnh Hạ Long)                                                            | Провинция: Куангнинь                |                | 1994 (расширен в 2000) | 672  | vii, viii    |
| 3 |             | Исторический город Хойан (вьет. Phố Cổ Hội An)                                               | Провинция: Куангнам                 | XV—XIX века    | 1999                   | 948  | ii, v        |
| 4 |             | Святилище Мишон (вьет. Thánh địa Mỹ Sơn)                                                     | Провинция: Куангнам                 | IV—XIII века   | 1999                   | 949  | ii, iii      |
| 5 |             | Национальный парк Фонгня-Кебанг (вьет. Vườn Quốc gia Phong Nha - Kẻ Bàng)                    | Провинция: Куангбинь                | —              | 2003                   | 951  | viii         |
| 6 |             | Императорская цитадель Тханглонг, Ханой (вьет. Khu di tích trung tâm Hoàng thành Thăng Long) | Город: Ханой                        | XI век         | 2010                   | 1328 | ii, iii, vi  |
| 7 |             | Цитадель династии Хо (вьет. Thành nhà Hồ)                                                    | Провинция: Тханьхоа                 | с XIV века     | 2011                   | 1358 | ii, iv       |
| 8 |             | Ландшафтный комплекс Чанган (вьет. Quần thể danh thắng Tràng An)                             | Провинция: Ниньбинь                 |                | 2014                   | 1438 | v, vii, viii |

## Предварительный список
В таблице объекты расположены в порядке их добавления в предварительный список. В данном списке указаны объекты, предложенные правительством Вьетнама в качестве кандидатов на занесение в список всемирного наследия.
| # | Изображение | Название | Местоположение                        | Время создания | Год внесения в список | №    | Критерии            |
| - | ----------- | --- | ------------------------------------- | -------------- | --------------------- | ---- | ------------------- |
| 1 |             | Комплекс природной красоты и исторических памятников Хыонгшон (вьет. Quần thể di tích và danh thắng Hương Sơn) | Город: Ханой                          |                | 1991                  | 960  |                     |
| 2 |             | Озеро Бабе (вьет. Hồ Ba Bể)                                                                                    | Провинция: Баккан                     | —              | 1997                  | 957  | viii, ix            |
| 3 |             | Камни с петроглифами в городе Шапа (вьет. Khu bãi đá chạm khắc cổ tại Sa Pa)                                   | Город: Шапа Провинция: Лаокай         |                | 1997                  | 959  |                     |
| 4 |             | Национальный парк Каттьен (вьет. Vườn quốc gia Cát Tiên)                                                       | Провинции: Донгнай, Ламдонг, Биньфыок | —              | 2006                  | 5070 | vii, ix, x          |
| 5 |             | Пещера Конмоонг (вьет. Hang Con Moong)                                                                         | Провинции: Тханьхоа, Ниньбинь         |                | 2006                  | 5072 |                     |
| 6 |             | Архипелаг Катба (вьет. Quần đảo Cát Bà)                                                                        | Провинция: Куангнинь                  | —              | 2011                  | 5638 | ix, x               |
| 7 |             | Монументально-ландшафтный комплекс Йенты (вьет. Quần thể di tích danh thắng Yên Tử)                            | Провинции: Куангнинь, Бакзянг         |                | 2014                  | 5940 | ii, iii, v, vi, vii |
| 8 |             | Бухта Халонг — архипелаг Катба (вьет. Vịnh Hạ Long — Quần đảo Cát Bà)                                          | Провинция: Куангнинь                  | —              | 2017                  | 6177 | vii, viii, ix, x    |